# Michigan City (Indiana)
Michigan City é uma cidade do Condado de LaPorte, Indiana, Estados Unidos. É uma das principais cidades do condado. Fica a cerca de 50 quilômetros a leste de Chicago e 40 quilômetros a oeste de South Bend. Tem uma população de 31.479 no censo de 2010.